# バルトシュ・ビャウェク
- バルトシュ・ビアレク

バルトシュ・ビャウェク（Bartosz Białek, 2001年11月11日 - ）は、ポーランド・オポーレ県ブジェク出身のサッカー選手。ドイツ・ブンデスリーガ・VfLヴォルフスブルク所属。ポジションはFW。

## クラブ経歴
地元ブジェクのチームを経て、2014年にザグウェンビェ・ルビンのユースアカデミーに入所。2019年にトップチームに昇格。プロデビュー戦となった同年11月10日のラコフ・チェンストホヴァ戦で、いきなりプロ初ゴールを記録。以降もゴールを量産し、プロ1年目のシーズンは、国内リーグ19試合9ゴールを記録。早速国外リーグの有力チームからの注目を集める。
2020年8月に入り、VfLヴォルフスブルクがビャウェクの獲得に着手。同月19日にビャウェクと4年契約を締結した事を発表。11月27日のヴェルダー・ブレーメン戦で移籍後初ゴールを決め、5-3の勝利に貢献した。

## 代表歴
2017年から、各ユース世代のポーランド代表に随時招集されている。